# Rivière Catherine
Pour les articles homonymes, voir Catherine.
La rivière Catherine est un affluent de la rivière aux Rats, traversant le territoire non organisé de Rivière-Mistassini, dans la municipalité régionale de comté (MRC) de Maria-Chapdelaine, dans la région administrative du Saguenay–Lac-Saint-Jean, dans la Province de Québec, au Canada.
La foresterie constitue la principale activité économique du secteur ; les activités récréotouristiques, en second.
La partie inférieure de la vallée de la rivière Catherine est surtout desservie par la route forestière R0216 laquelle remonte la vallée de la rivière aux Rats. Diverses routes forestières secondaires desservent le secteur, surtout pour les besoins de la foresterie et des activités récréotouristiques,,.
La surface de la rivière Catherine est habituellement gelée de la fin novembre au début avril, toutefois la circulation sécuritaire sur la glace se fait généralement de la mi-décembre à la fin mars.

## Géographie
Les bassins versants voisins de la rivière Catherine sont :
- côté nord : Petite rivière aux Rats, rivière Déception, Petit lac Jourdain, rivière aux Rats ;
- côté est : Petite rivière aux Rats, rivière aux Rats, rivière Mistassibi ;
- côté sud : rivière Nepton, rivière de la Perdrix Blanche, rivière aux Rats, lac aux Rats, lac du Loup-Cervier, rivière de l'Écluse, Petite rivière aux Foins ;
- côté ouest : lac de la Perdrix Blanche, rivière de la Perdrix Blanche, rivière Samaqua, rivière Mistassini.

La rivière Catherine prend sa source à l'embouchure d’un lac non identifié (longueur : 0,4 km ; altitude : 395 m). Cette embouchure est située sur la rive Sud du lac, soit à :
- 2,1 km à l’ouest du lac de la Perdrix Blanche ;
- 6,5 km à l’ouest d’une courbe de la rivière aux Rats ;
- 10,6 km au sud-ouest du Dépôt-des-Loutres ;
- 14,0 km au nord-est du cours de la rivière Samaqua ;
- 7,1 km au nord-ouest de la confluence de la rivière Catherine et de la rivière aux Rats.

À partir de sa source, la rivière Catherine descend sur 12,2 km entièrement en zones forestières, avec un dénivelé de 185 m, selon les segments suivants :
- 1,1 km d’abord vers le sud, puis 0,4 km vers l’est notamment en traversant sur 0,2 km la partie sud du lac Pearson (longueur : 0,4 km ; altitude : 369 km) ;
- 2,0 km d’abord vers l’est, puis le sud-est, notamment en traversant lac Gosselin (longueur : 0,6 km ; altitude : 334 km) sur sa pleine longueur, jusqu’à son embouchure ;
- 3,7 km vers le sud-est en recueillant la décharge des lacs Dufresne, puis le nord-est, jusqu’à un ruisseau (venant du nord-ouest) ;
- 2,9 km vers le sud, le sud-est, puis bifurquant vers l’est jusqu’à la décharge (venant du nord-ouest) d’un lac ;
- 2,5 km vers le nord-est en coupant la route forestière R0216, jusqu'à son embouchure[3].

La confluence de la rivière Catherine et de la rivière aux Rats est située dans une courbe de rivière à :
- 3,7 km au nord-ouest du lac du Castor ;
- 5,6 km à l’ouest du lac Nepton ;
- 9,0 km à l’est du lac de la Perdrix Blanche ;
- 12,9 km au nord-ouest d’un coude du cours de la rivière Mistassibi ;
- 19,8 km au nord-est d’une courbe du cours de la rivière Samaqua ;
- 61,3 km au nord-ouest de la confluence de la rivière aux Rats et de la rivière Mistassini ;
- 81,2 km au nord-ouest de la confluence de la rivière Mistassini et du lac Saint-Jean.

À partir de l’embouchure de la rivière Catherine, le courant descend successivement le cours de la rivière aux Rats sur 96,3 km vers le sud, puis de la rivière Mistassini vers l’est, puis au sud-ouest, sur 24,6 km. À l’embouchure de cette dernière, le courant traverse le lac Saint-Jean sur 42,7 km vers l’est, puis emprunte le cours de la rivière Saguenay vers l’est sur 155 km jusqu'à la hauteur de Tadoussac où il conflue avec le fleuve Saint-Laurent.

## Toponymie
Le toponyme « rivière Catherine » a été officialisé le 5 décembre 1968 à la Banque des noms de lieux de la Commission de toponymie du Québec